# GameTek
GameTek — американский издатель видеоигр, располагавшийся в Норт-Майами-Бич, Флорида. Компания получила известность в конце 1980-х — начале 1990-х годов благодаря выпуску видеоигр на основе телевизионных игровых шоу. GameTek являлся торговой маркой компании IJE, владевшей правами на электронные версии телешоу «Jeopardy!» и «Wheel of Fortune». Первоначально IJE лицензировала эти права компании ShareData из Чандлера, Аризона, однако, увидев успех данных проектов, IJE решила самостоятельно заняться их изданием, что привело к основанию GameTek.
После налаживания дистрибуции игр по мотивам телешоу, GameTek расширила деятельность, лицензируя европейские игры для североамериканского рынка, включая Frontier: Elite II и The Humans. В 1991 году компания предприняла попытку запуска франшизы InfoGenius Systems для игровой системы Game Boy. В 1994 году GameTek приобрела студию-разработчика Malibu Interactive у Malibu Comics, переименовав её в Padded Cell Studios.
В 1996 году GameTek сократила издательскую деятельность, передав большую часть этого направления компании Philips. В декабре 1997 года GameTek объявила о банкротстве, ссылаясь на задержки в разработке и неудовлетворительные продажи. Компания прекратила существование в июле 1998 года. Большинство активов GameTek было приобретено Take-Two Interactive в 1997 году.